# ماری روسولکووا
ماری روسولکووا (چکی: Marie Rosůlková) یک بازیگر تئاتر، سینما و تلویزیون اهل جمهوری چک بود.
از فیلم‌هایی که وی در آن‌ها نقش داشته‌است، می‌توان به جسدسوز و ناله نکن، سنجاب! اشاره نمود.